# Várnai György (grafikus)
Várnai György (Budapest, 1921. november 26. – Budapest, 1991. november 12.) Munkácsy Mihály-díjas magyar grafikusművész, karikaturista, Balázs Béla-díjas rajzfilmtervező-rendező.

## Életpálya
A Magyar Iparművészeti Főiskolán tanult 1941-46 között. Grafikusként diplomázott. 1943-tól a Délibáb, a Színházi Magazin, az Újság, és a Tolnai Világlapja külső munkatársaként dolgozott. 1946-tól csoportos karikatúra-kiállításokon vett részt. Előbb a Szabad Száj, majd 1957-től a Ludas Matyi munkatársa lett. 1951-től, egyik úttörője magyar rajzfilmezés megteremtésének. Macskássy Gyula mellett tervezett, majd forgatókönyvet is írt, és rendezőtársa is volt. Közös műveik száma nyolcvanra tehető.
A Párbaj és a Romantikus történet című filmje első díjat nyert Cannes-ban, Oberhausen-ben és több román filmfesztiválon. Hasonló helyezést ért el, az UNESCO kérésre készített, "1.2.3" című alkotása is.
Önálló kötetei mellett számos könyv illusztrátora volt.
Számos kiállítása volt Magyarországon és külföldön is. Többek között Budapest, Sárvár, Nyíregyháza, Szeged, Montréal, Brüsszel, Krakkó, Nyugat-Berlin közönsége láthatta rajzait.
1999-ben az 5. Kecskeméti Animációs Filmfesztiválon emlékkiállítást rendeztek tiszteletére.
Mint karikaturista, a fekete humor egyik meghatározó egyénisége volt.

## Kötetei
- Csendélet (Karikatúra album). Corvina Könyvkiadó, 1965
- Peti és a marslakók[9] Minerva Könyvkiadó, 1968
- Kettő meg kettő az négy[9] Móra Könyvkiadó, 1977
- Geisterbeschwörung[10] (Antalógia). Eulenspiegel Kiadó, Berlin, 1985
- Tessék sóhajtani![11] Interpress Kiadó, 1985

## Elismerései
- Balázs Béla-díj (1963)
- Munkácsy Mihály-díj (1967)
- Munka Érdemrend arany fokozata (1982)

## Filmek
Várnai György rajz- és animációs filmjei:
- A kiskakas gyémánt félkrajcárja (1951)
- Erdei sportverseny (1952)
- Kutyakötelesség (1953)
- Az okos lány (1955)
- Két bors ökröcske (1955)
- Egér és oroszlán (1957)
- A ceruza és a radír (1960)
- Peti-sorozat (több rajzfilm)
  - Peti és a gépember (1961)
- Párbaj (1961)
- Romantikus történet (1964)
- Ez nálunk lehetetlen (1966)
- Tíz deka halhatatlanság (1966)
- Reggeltől estig (1967)
- Kis ember, nagy város[9] (1967)
- Öreg és fiatal (1969)
- Uhuka, a kis bagoly (1969)
- Az öngyilkos (1970)
- A fegyver (1971)
- A szobor (1971)
- Az öreg (1971)
- A Gusztáv-sorozat egyes epizódjai
  - Gusztáv elidegenedik (1975)
  - Gusztáv autója (1975)
- Karácsonyi meglepetés (1975)
- Frakk, a macskák réme (1971-1973; 1979; 1984-1985)
- Alfonshow[12] (1980)

## Publikációi
| - Film Színház Irodalom (1943) - Színházi Magazin (1943) - Ludas Matyi (1945-1989) - Demokrácia (1946) - Szabad Száj (1946-1951) - Pesti Izé (1946) - Szabad Száj Naptár (1947) - Farsangi Mulatságok (1952-1955) - Szabad Ifjúság (1956) - Béke és Szabadság (1956) - Élt és Irodalom, Gondűző Naptár (1957) - Népsport (1958) - Csúzli (1960) (1975) - Kisalföld (1961-1963) - 80 Rajzzal a Föld körül (1968) - Dolgozók Lapja (1962)(1964-1965) - Tavaszi Tárlat (1962) - Vas Népe (1963) - Ludas Matyi Magazin (1963)(1967-1989) - Nők Lapja (1964) | - Vidám Esti Hírlap (1965) - Tavaszi Kis Ludas (1966) - Nyári Örömök (1965)(1974) - Nyári Kis Ludas (1966) - Őszi Kis Ludas (1966) - Budapest (1966) - Nők Lapja Évkönyv (1966) - Ifjúsági Magazin (1966) - Krimi Magazin (1966) - Plabász és Paróka (1966-1969) - Sportoló Kis Ludas (1967) - Mindent Tudó Kis Ludas (1967) - Néplap (1967) - Zsákbamacska (1968-1975) - Napos Oldal (1968)(1970-1971) - Pajtás (1968) - BUÉK (1968-1971) - Grotszk (1969) - Néplap (1970) - Film Színház Muzsika (1970-1971) | - Kutya (1970-1971) - Film Színház Muzsika Évkönyv (1971) - 144 Vicc (1971) - 153 Vicc (1971) - Képes Sport (1974-1975) - Vidám Nyaralás (1974) - Tollasbál (1975-1979) - Szilveszteri Hírlap (1976) - Világ Ifjúsága (1977)(1983) - Szúr (1977) - Humor (1977) - Humor EB. (1977) - Színész Újságíró Magazin (1978) - Humor Olimpia (1979) - Humor VB. (1981)(1986) - Tévékönyv (1985) - Extra Ludas (1986-1989) - 1. Országos Karikatúra Biennálé (1983) - 2. Országos Karikatúra Biennálé (1985) - 3. Országos Karikatúra Biennálé (1987) | - Képes7 (1989) - Ludas Matyi Évkönyv (1989) - Hahota (1989) - Új Ludas (1990-1992) - Új ludas Magazin (1990-1992) - Új ludas Évkönyv (1991) - Tallozó (1990-1992) - Bukfenc (1992) |